# Франц Брентано
Франц Брентано Клеменс (нім. Franz Brentano, 16 січня 1838 — 17 березня 1917), відомий австрійський філософ, психолог, який зробив значний внесок для розвитку ідей аналітичної філософії, етики, історії філософії, вважається засновником феноменології.

## Формування філософського світогляду
Значний вплив на нього мали Аристотель, схоласти, емпіризм та позитивізм початку дев'ятнадцятого століття. Праці Брентано вважаються предтечею феноменологічного руху та засад аналітичної філософії. Його погляди були зосереджені на тому, що філософія повинна використовувати точні методи, як і природничі науки. Великий педагог мав значний влив на таких філософів: Едмундт Гуссерль, Алексіус Мейнонг, Христіан фон Еренфельс, Казимир Твардовський, Карл Штумпф, Антон Марті. Франц Брентано відіграє центральну роль у розвитку філософії на початку двадцятого століття.

## Біографія
Навчався в Вюрцбурзі, Мюнхені та Берліні, вивчаючи математику, філософію, теологію, поезію. Ще в школі познайомився із схоластичною традицією філософії. В університеті вивчав Аристотеля, роботи британських емпіриків (в основному Джона Стюарта Мілля), які в майбутньому мали визначний вплив на нього.
Зацікавлений ідеями Аристотеля, Брентано пише працю в 1862 році On the Several Senses of Being in Aristotle за яку отримує ступінь доктора філософії. У 1864 році був висвячений у сан католицького священика. Прийняття духовного стану не перешкоджає його академічній кар'єрі в університеті Вюрцбурга. У 1867 році він представляє публіці працю Habilitationsschrift з Психології Арістотеля. Ставши повним професором у 1867 році розпочинає полеміку із католицькою церквою, значна частина якої стосується критики непогрішності Папи Римського, яка була оприлюднена на першому Ватиканському Соборі в 1870 році. Пізніше, все-таки полеміка із церквою змушує Брентано відмовитися від роботи професором в університеті.
Після захисту докторської дисертації зацікавлення Брентано змістилися у бік психології. Важливо виділити такі праці: Psychology from an Empirical Standpoint [Психологія з емпіричної точки зору] в 1874 році. Другий том The Classification of Mental Phenomena [Класифікація психічних явищ] в 1911 році, і фрагменти третього тому Sensory and Noetic Consciousness [Сенсорика і поетика свідомості] була опублікована в 1928 році посмертно Окаром Краусом.
Успішна викладацька кар'єра Брентано продовжилася в Відні, де замість книг він публікував свої лекції. Теми лекцій, які публікував філософ варіювалися від естетики Das Genie [Геній], Das Schlechte als Gegenstand dichterischer Darstellung [Зло як об'єкт поетичної вистави], а також питання в історіографії The Origin of the Knowledge of Right and Wrong [Походження пізнання добра та зла] в яких Брентано пише свої думки щодо проблем етики.
В 1880 році Франц Брентано намагався одружитися з Ідою вон Лебен, проте сан священика йому цього не дозволяв. Перешкода була здолана, коли філософ із майбутньою дружиною переїхали до Саксонії, де отримали нове громадянство. Повернувшись до Відня, через кілька місяців, австрійська влада не повернула попередній статус Брентано в університеті. Він отримує лише статус приват доцента, який дозволяє йому навчати, але не дає право отримувати зарплату і контролювати роботи над дисертаціями. Декілька років він марно намагається повернути свою позицію. У 1895 році, розчарований, після смерті своєї дружини, він залишає Австрію. У Відні публікує серію із трьох статей в газеті Die neue freie Presse під назвою [Мої останні побажання для Австрії], де піддає різкій критиці становище колишніх священиків в Австрії. У 1896 році оселяється у Флоренції, де одружується на Емілі Рупрехт в 1897 році.
У продовж своєї викладацької діяльності Брентано завжди заохочував до критицизму учнів. Згодом, був сам підданий критиці з їхнього боку. Вона вплинула негативно на філософа. Наприкінці життя він відмовлявся її вислуховувати, ставав все більш ізольований, слабке здоров'я Брентано характеризувалося ще й тим, що він втратив зір.
У зв'язку з проблемами зору Брентано не міг читати або писати. Цю роль для нього виконувала дружина. Тим не менш, він спромігся видати низку книг у Флоренції. У 1907 році він опублікував Untersuchungen zur Sinnespsychologie, колекція коротких тексів з психології. У 1911 році видає працю Psychology from an Empirical Standpoint «Психологія з емпіричного погляду», а також, дві книги за Аристотелем: Aristotle and his World View «Аристотель та його світогляд», та Aristoteles Lehre vom Ursprung des menschlichen Geistes «Вчення Аристотеля про походження людського духу». Після початку Першої Світової війни переїхав до Швейцарії. Помер в Цюриху 17 березня 1917 році.

## Цитати про Брентано
Витоки наукової філософії в Центральній Європі вбачають в австрійській філософії ХІХ ст. центральною фігурою якої був Франц Брентано. Б. Сміт зауважує: «[..,] центральноєвропейську традицію логічного позитивізму зокрема, а наукової філософії взагалі слід розуміти як частину спадщини точної і аналітичної філософії Франці Брентано».

## Філософія
У 1866 р. в 25 тезах дисертації Брентано [1929] висловив складові наукового методу побудови філософських знань. Найбільш відоме положення, що міститься в 4-й тезі, говорить: Vera philosophiae methodus nulla alia nisi scientiae naturalis est. (Істинний метод філософії ні в чому не відрізняється від того, що застосовується в природничих науках). Методи, що використовуються в природничих науках, притаманні всім дисциплінам. Він критикує поділ наук на гуманітарні та природничі.
У першій тезі своєї дисертації Брентано повністю відкидає німецьку метафізику: Philosophia neget oportet, scietias in speculativas et exactas divide posse; quod si non recte negaretur, esse eam ipsam jus non esset. (Філософія повинна заперечувати, що науки можна розділити на спекулятивні і точні: якщо вона це рішуче не зробить, то сама втратить право на існування). Хоча на цьому роздуми Брентано не закінчились. Він протестував проти традиційного включення теологічних факультетів до складу університетів, адже вважав, що теологія не відповідає науковим стандартам. Його тринадцята теза звучить так: Nihil est in intellectu, quid non prius fuerit in sensu, nisi intellectusipse. (Немає нічого в розумі, чого раніше не було б у відчуттях, окрім самого розуму).
Дисципліною котра повинна була б синтезувати гуманітарне та природні знання, на думку Брентано, повинна стати психологія, в якій загальне поняття досвіду достатньо добре корелюється з обома сферами людського знання — внутрішнім та зовнішнім досвідом. Нова система філософського знання повинна була б критикуючи спекулятивну метафізику створити «нову філософію, наукову, вершиною якої б, за допомогою психології, стала б метафізика». З 25-ти згаданих тез, 7 повністю присвячені метафізиці, 3 торкаються психології, 4 логіці, а ті, що залишилися: до метафізики, етики тощо
Найбільше зацікавлення для філософа становила метафізика. У своєму листі до Штумпфа він пише: «Я найбільш довершений метафізик. Мушу визнати, що після кількох літ буття психологом ця зміна мене навіть тішить».
Методологічна установка Брентано полягає не на «миттєвому осяянні», а скерована дослідження одиничних фактів і поступовому їх теоретичному узагальнені. До метафізики провадить важкий шлях, на якому дослідник збирає речення за реченням, істину за істиною, які надаються його філософії емпіричного і раціонального вигляду, а також гарантують «її науковий характер», схожий з характером емпіричних наук.
Наприкінці життя він зазначає, що метафізика знаходиться лише на початку свого становлення, а психологія повинна формулювати загальні закони, щоб надати майбутнім метафізикам емпіричні підстави.
Психологія, на думку Брентано, має служити уніфікуючим засобом і являти собою емпіричне знання, що описує психічне явище. Вона повинна використовувати досвід отриманий обробкою одиничних даних, виражений одиничними твердженнями внутрішнього досвіду. Такий досвід він розумів не як психічний зміст, а як психічний акт. Інші дослідники, його часу, вважали, що акти не можуть становити предмет наукового дослідження, оскільки вони не спостерігаються в експерименті, а тому не доступні науці. Брентано відкидає цю проблему, стверджуючи, що непорозуміння виникає через відмінність між «внутрішнім сприйняттям» та «внутрішнім спостереженням». Внутрішнє сприйняття відноситься виключно до явищ, підставою яких є «внутрішня свідомість». Психічна схильність або психічні стани — це не сфера свідомого переживання, а сфера психічних явищ.
Результат внутрішнього спостереження відтворюється в пам'яті, якій властиві недоліки (забування, помилки, деформація образу). Таких недоліків позбавлений «внутрішній досвід», який не тільки вірно інформує про явища, що відбуваються, але й становить основу знань про дійсність («внутрішній досвід» подібний в дечому із духовним світом індивіда у сучасному розумінні). Для Брентано головним є аналіз актів людської свідомості. Засобом пізнання є «внутрішній досвід», а методом — опис. Звідси походить термін філософа «дескриптивна психологія».
Для Брентано зрозуміла психологія ставить собі за мету розкрити сталі прояви психіки, їх опис, класифікацію, а також сформувати найзагальніші закони шляхом обробки одиничних даних внутрішнього сприйняття або спостереження. Дескриптивна психологія повинна займатися явищами психіки, а точніше аналізом інтенціональних актів свідомості. Гносеологічна позиція зосереджена на актах внутрішнього сприйняття, які визначаються інтенціональними актами до феноменів світу. Критерієм істинності є очевидність, що міститься у вірогідних судженнях. Однією із складових аналізу, стала інтроспекція, яка надала емпіричну базу філософським дисциплінам. Саме метод інтроспекції визначає звернення до «внутрішнього досвіду».
Якщо предметом вивчення природничих наук є фізичні явища, що зосереджені у «внутрішньому досвіді», то психологія повинна вивчати сферу психічних переживань «психічних явищ», що знаходяться також, у внутрішньому досвіді. Істинність фізичних феноменів для нього відносна.
Психічні явища ж істинні самі по собі. Саме вони повинні стати фундаментом для філософії. Вона повинна в собі містити: «науковість», «емпіричність», «аналітичність», «загальність».
«Внутрішнє сприйняття» і відповідно «внутрішній досвід» переживається свідомо, свідомо контролюється, а тому безпомилкове. Внутрішній досвід працює чисто з предметами пізнання, і ніщо інше його не відволікає: зовнішні подразники, огляд і т. д.
Фізичні явища — це лише «знаки» речей, а не самі речі, вони не можуть служити джерелом достовірного фактичного знання. Світ явищ (фізичних і психічних) протиставляється. Їхній зв'язок у тому, що світ явищ складається із «знаків» предметів дійсності.
Психічні явища визначає інтенціональність, очевидність, звернення до внутрішнього досвіду. Саме вони є джерелом реальності.
Сприйняття — це психічний акт, що свідомо переживається.
Поняття «Внутрішньої свідомості», будучи психічним явищем, охоплює акти представлення, судження і емоцій. Аналіз структури внутрішньої свідомості" ховає у собі ключ до філософського пізнання. Структура внутрішньої свідомості має бути каркасом для «філософії».
Методологія пізнання резюмується:
1) Психічне явище відмінне від фізичного;
2) Психічний акт відрізняється від «свого предмету»;
3) Між психічним актом і предметом виникає інтенціональне відношення.
Проблема існування речей вирішується, адже філософ пропонує розглядати їх як психічні явища. Деякою мірою Брентано можна співвідносити із досягненнями О. Конта, котрий стверджував, що наука вивчає не речі, а явища. Наукове знання визначається ступенем розробленості теорії, а тому відносне — не абсолютне. Наукова програма такого спрямування може широко може локалізовуватися в позитивізмі.

## Філософія як точна наука
Одним із головних принципів концепції Брентано це те, що філософія повинна користуватися такими ж точними методами, як і природничі науки. Ця точка зору чітко простежується в його емпіричному підході до філософії. Варто зазначити, що використання Брентано поняття «емпіричний» значно відрізняється від того, як його зазвичай використовують в сучасній психології. Брентано стверджував, що наше знання повинно базуватися на безпосередньому досвіді. Його поняття інтроспекціонізму в руслі здійснення психологічних досліджень з емпіричної точки зору полягає в тому, щоб описати те, що один безпосередньо переживає у внутрішньому сприйняті, з точки зору першої особи. Брентано, як і багато інших представників інтроспекціоністської психології кінця дев'ятнадцятого століття, був жорстко розкритикованим із утвердженням психології в руслі логічного позитивізму, особливо біхевіористами. Проте, незважаючи на це, теорія Брентано відіграла визначну роль у становленні психології як самостійної дисципліни.
Він розрізняв генетичну та емпіричну, або, як він пізніше називав описову психологію. Генетична психологія вивчає психологічні явища та феномени з точки зору третьої особи. Вона включає в себе використання емпіричних дослідів і, таким чином, відповідає науковим стандартам, які очікуються від емпіричної науки. Навіть якщо Брентано ніколи не практикував експериментальної психології самостійно, він активно підтримував започаткування першої лабораторії для експериментальної психології в Австро-Угорській імперії, розвиток якої було продовжено його учнем Алексісом Мейнонгом в Граці.
Описова психологія (іноді в Брентано згадується як «феноменологія») спрямована на опис свідомість з точки зору першої особи. Розподіл на генетичну та описову психології сильно вплинула на розвиток феноменології методу Гуссерля, особливо на  ранніх стадіях. Проте Брентано не поділяв його думок, тому що Груссель також говорить про чуття абстрактних сутностей, існування яких Брентано не визнає.

## Теорія розуму
Для Брентано головною метою було закласти основу для наукової психології, яку він визначає як «науку про психічні явища» (Психологія, п. 18). Для того, щоб дати основу для визначення цієї дисципліни, він надає більш детальну характеристику психічних явищ. Брентано пропонує шість критеріїв для того щоб відрізнити психічні явища від фізичних. Найбільш важливими з яких є:
1) психічні явища як об'єкти внутрішнього сприйняття;
2) вони завжди відображаються у вигляді єдності;
3) вони завжди інтенціонально спрямовані на об'єкт.
Брентано стверджує, що всі психічні явища мають певну спільну ознаку — «що вони осягаються тільки у свідомості, у той час як у випадку з фізичними явищами, можливо зовнішнє сприйняття» (Психологія, 91). Згідно Брентано, перша з цих двох форм сприйняття є беззаперечною. Оскільки німецьке слово «сприйняття» — Wahrnehmung, в буквальному перекладі означає «говорити правду». Брентано стверджує, що це єдиний вид сприйняття у прямому сенсі. Він зазначає, що внутрішнє сприйняття не слід поєднувати із внутрішнім спостереженням, тобто воно не повинне бути задуманим як повноцінний акт, який супроводжується іншим розумовим актом, на досягнення якого воно спрямоване. Вдоповнення, кожна дія спрямована на себе як на вторинний об'єкт.
Як наслідок, Брентано заперечує ідею несвідомих психічних актів: оскільки всякий психічний акт направлений на себе як на вторинний об'єкт.
Втім, він визнає, що ми можемо мати психічні акти різного ступеня інтенсивності. Крім того, він вважає, що рівень інтенсивності в якому об'єкт постає дорівнює інтенсивності в якій постає як вторинний об'єкт, тобто в даному випадку представлений акт дії спрямовиний на самого себе.
Отже, якщо ми маємо розумовий акт дуже низької інтенсивності, наша свідомість як вторинний об'єкт, згідно цьому закону також буде мати дуже низьку інтенсивність. Брентано приходить до висновку, що іноді ми стверджуємо, що певна «дія» була несвідомим психічним явищем (діяли під впливом несвідомого), хоча насправді це було свідоме психічне явище, але дуже низької інтенсивності.
Брентано стверджує, що свідомість завжди утворює єдність. Поки ми можемо сприймати ряд фізичних явищ в один і той же час, ми сприймаємо тільки одне психічне явище в конкретний момент часу. Коли нам здається, що є більше ніж одна розумова дія одночасно, наприклад коли ми чуємо мелодію під час дегустації  червоного вина і насолоджуємося прекрасним видом із вікна, всі ці психічні явища зливаються в одне ціле, вони стають моментами або, якщо дотримуватися термінології Брентано, divisives of a collective (частини колективного). Якщо один з divisives (частин, підрозділів) закінчується протягом часу, наприклад, коли я ковтаю вино й закриваю очі, але продовжую слухати музику, колектив (процес сприйняття смаку й звуку) продовжує існувати.
Погляди Брентано про єдність свідомості, що тягне за собою внутрішнє спостереження, як описано вище, є певною мірою неможливими, тобто ми не можемо мати другу дію, яка буде направлена по відношенню до іншої психічної дії, яка її супроводжує.
Можна згадати інший психічний акт, який був хвилиною раніше, або чекати на психічний акт, який має відбутися, проте завдяки єдності свідомості не може бути двох розумових операцій, одна з яких спрямована на іншие, в той же час.

## Інтенціональність
Досить часто Брентано визначають як дослідника, що ввів поняття інтенціональності до сучасної філософії. Він вперше характеризує це поняття використовуючи такі словами, які стали класичними, хоча і не цілком однозначними у формуванні тезису інтенціональності:

"Кожне психічне явище характеризується тим, що схоласти середньовіччя називають інтенціональне (спрямоване, навмисне) небуття об'єкта, і те, що ми могли б назвати, хоча і не повністю однозначно, посилаючись на зміст, спрямованість на певний об'єкт (який не слід розуміти як річ), або іманентної об'єктивності. Кожне психічне явище включає в себе щось як об'єкт в собі … (Брентано, Психологія, 88) ".
[Jedes psychische Phänomen ist durch das charakterisiert, was die Scholastiker des Mittelalters die intentionale (auch wohl mentale) Inexistenz eines Gegenstandes genannt haben, und was wir, obwohl mit nicht ganz unzweideutigen Ausdrücken, die Beziehung auf einen Inhalt, die Richtung auf ein Objekt (worunter hier nicht eine Realität zu verstehen ist), oder die immanente Gegenständlichkeit nennen würden. Jedes enthält etwas als Objekt in sich… (Brentano, Psychologie, 124f)]
 Цю цитату слід розуміти в контексті: Брентано спрямований на забезпечення одного (з шести) критеріїв, за якими відрізняють психічні явища від фізичних, з метою визначення предмету наукової психології — і не розвивати систематичний виклад інтенціональності. Тобто ми можемо стверджувати, що інтенаціональність об'єкту, на який ми спрямовані є частиною психологічної акту. Це щось психічне, а не фізичними. Брентано, таким чином, використовує форму імманентизму, відповідно до якого інтенаціональність об'єкту є «в голові». Тобто є імманентним. Деякі послідовники Брентано стверджували, що це іманентне читання інтенціональності є занадто сильним. У світлі інших текстів Брентано того ж періоду вони стверджують, що він розрізняє інтенаціональність корреляту (те, що перебуває у співвідношені) і об'єкт, і що існування останніх не залежить від нашої спрямованості на них.